# Auchmis obscura
Auchmis obscura là một loài bướm đêm trong họ Noctuidae.